# Rainsars
Rainsars é uma comuna francesa na região administrativa de Altos da França, no departamento do Norte. Estende-se por uma área de 6.16 km². Em 2010 a comuna tinha 181 habitantes (densidade: 29,4 hab./km²).